# Llibre de Miquees
El llibre de Miquees és un dels llibres profètics de l'Antic Testament, escrit al segle viii aC. En ell, Miquees es lamenta de la idolatria que professen alguns habitants d'Israel, que està provocant la desgràcia del poble jueu i critica 
l'opressió sobre els petits pastors i camperols. Assenyala els problemes socials i dirigeix atacs duríssims contra les classes privilegiades i els rics propietaris. També fa retret als profetes professionals que només vaticinen allò que convé econòmicament als rics. L'acció sembla contemporània a les invasions assíries i l'auge del culte als seus déus. Els estudiosos estan dividits sobre la redacció del llibre, que podria ser obra de diversos autors tret dels tres primers capítols, que semblen ser escrits directament per Miquees.